# Megalneusaurus
Megalneusaurus là một chi thằn lằn cổ rắn, được Knight mô tả khoa học năm 1898.